# Bisaurín
El Bisaurín (Bixaurín en aragonés) es una cumbre de 2670 m, destacada del Pirineo Occidental. Está situado en la divisoria de los valles de Hecho y Aragüés o Lizara. Las pocas dificultades técnicas que conlleva la ascensión a esta cumbre, la hacen ser popular entre muchos montañeros aficionados.